# UTC+05:00

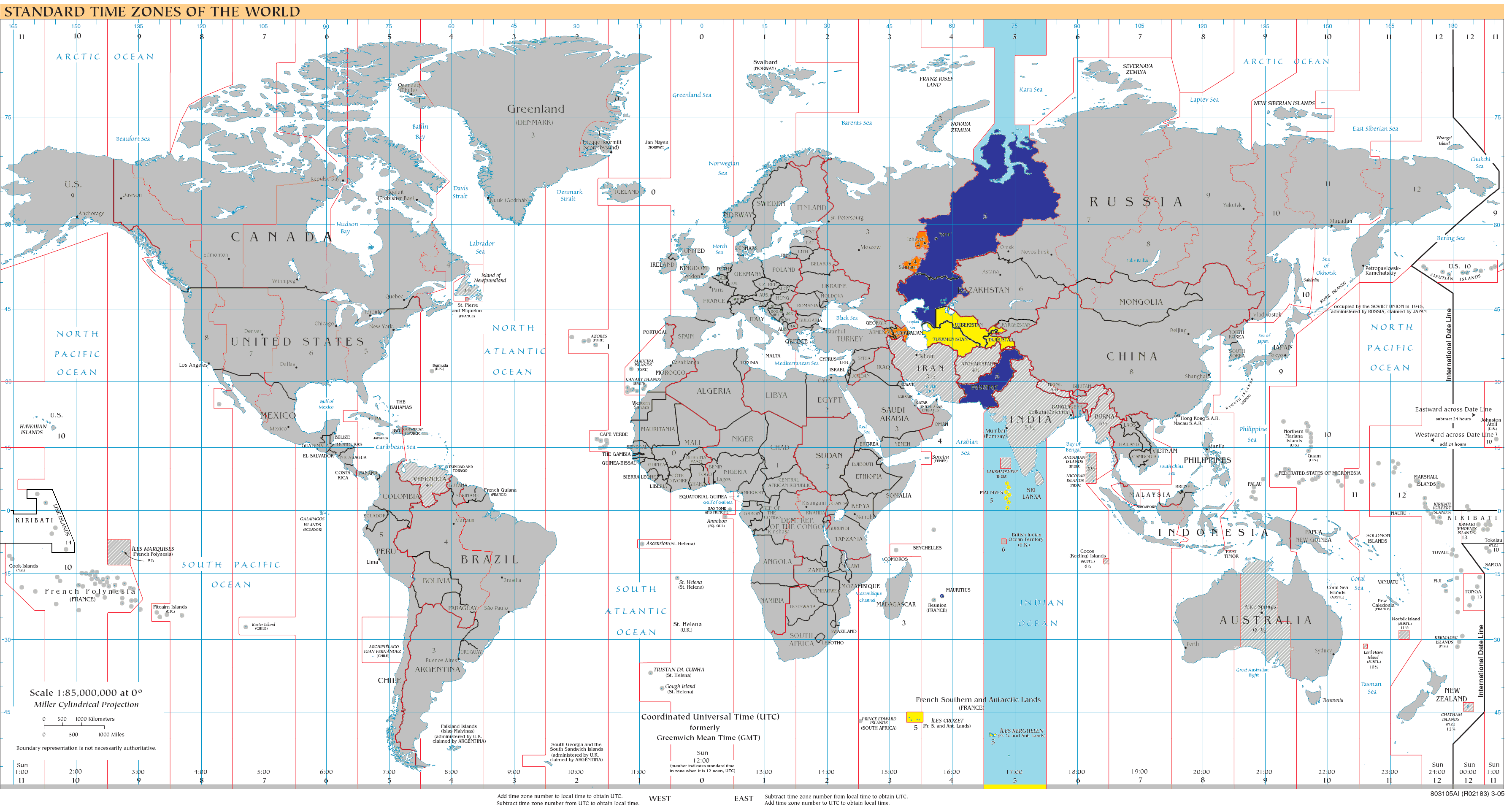
území, kde čas UTC+5 platí celoročně
území, kde čas UTC+5 platí sezónně v zimním období
území, kde čas UTC+5 platí sezónně v letním období
území, kde čas UTC+5 neplatí
mořské plochy spadající do pásma UTC+5
mořské plochy nespadající do pásma UTC+5
Poznámka: Stav k roku 2008

UTC+05:00 je zkratka a identifikátor časového posunu o +5 hodin oproti koordinovanému světovému času. Tato zkratka je všeobecně užívána.
Existují i jiné zápisy se stejným významem:
- UTC+5 — zjednodušený zápis odvozený od základního[1]
- E — jednopísmenné označení používané námořníky, které lze pomocí hláskovací tabulky převést na jednoslovný název (Echo).[2]

Zkratka se často chápe ve významu časového pásma s tímto časovým posunem. Odpovídajícím řídícím poledníkem je pro tento čas 75° východní délky, čemuž odpovídá teoretický rozsah pásma mezi 67°30′ a 82°30′ východní délky.

## Jiná pojmenování
| zkratka | česky               | anglicky                           | poznámka                     | odkaz  |
| AMST    | -                   | Armenia Summer Time                | neaplikuje se                | [ 4 ]  |
| AQTT    | -                   | Aqtobe Time                        | viz čas v Kazachstánu        | [ 5 ]  |
| AZST    | -                   | Azerbaijan Summer Time             | neaplikuje se                | [ 6 ]  |
| MAWT    | -                   | Mawson Time                        | viz časová pásma v Austrálii | [ 7 ]  |
| MVT     | -                   | Maldives Time                      |                              | [ 8 ]  |
| ORAT    | -                   | Oral Time                          | historicky definované pásmo  | [ 9 ]  |
| PKT     | -                   | Pakistan Standard Time             |                              | [ 10 ] |
| TFT     | -                   | French Southern and Antarctic Time | viz časová pásma ve Francii  | [ 11 ] |
| TJT     | -                   | Tajikistan Time                    |                              | [ 12 ] |
| TMT     | -                   | Turkmenistan Time                  |                              | [ 13 ] |
| UZT     | -                   | Uzbekistan Time                    |                              | [ 14 ] |
| YEKT    | jekatěrinburský čas | Yekaterinburg Time                 | viz časová pásma v Rusku     | [ 15 ] |

## Úředně stanovený čas
Čas UTC+05:00 je používán na následujících územích, přičemž standardním časem se míní čas definovaný na daném území jako základní, od jehož definice se odvíjí sezónní změna času.

### Celoročně platný čas
- Antarktická základna Mawson — standardní čas platný na této stanici
- Francouzská jižní a antarktická území (Francie) — standardní čas platný na části tohoto území[p 5]
- Heardův ostrov a McDonaldovy ostrovy (Austrálie) — standardní čas platný na tomto souostroví
- Kazachstán — standardní čas platný v tomto státě
- Maledivy — standardní čas platný v tomto státě
- Pákistán — standardní čas platný v tomto státě
- Rusko — standardní čas platný na části území (Baškortostán, Čeljabinská oblast, Chantymansijský autonomní okruh – Jugra, Jamalo-něnecký autonomní okruh, Kurganská oblast, Orenburská oblast, Permský kraj, Sverdlovská oblast, Ťumeňská oblast)
- Tádžikistán — standardní čas platný v tomto státě
- Turkmenistán — standardní čas platný v tomto státě
- Uzbekistán — standardní čas platný v tomto státě